# Matrixx
Matrixx, voluit Matrixx Events, is een Nederlandse evenementenorganisatie. Het bedrijf is begonnen als een discotheek The Matrixx in de Nederlandse stad Nijmegen met een capaciteit voor circa 2500 bezoekers die bestond tussen eind 2001 en eind 2014. Het bedrijf is als Matrixx Events actief als feesten- en festivalorganisator van onder meer Emporium, Dreamfields en Total Loss.

## Discotheek The Matrixx

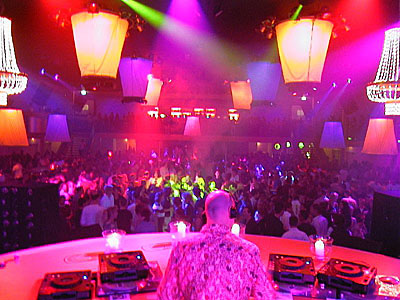
Ben Liebrand draait in The Matrixx

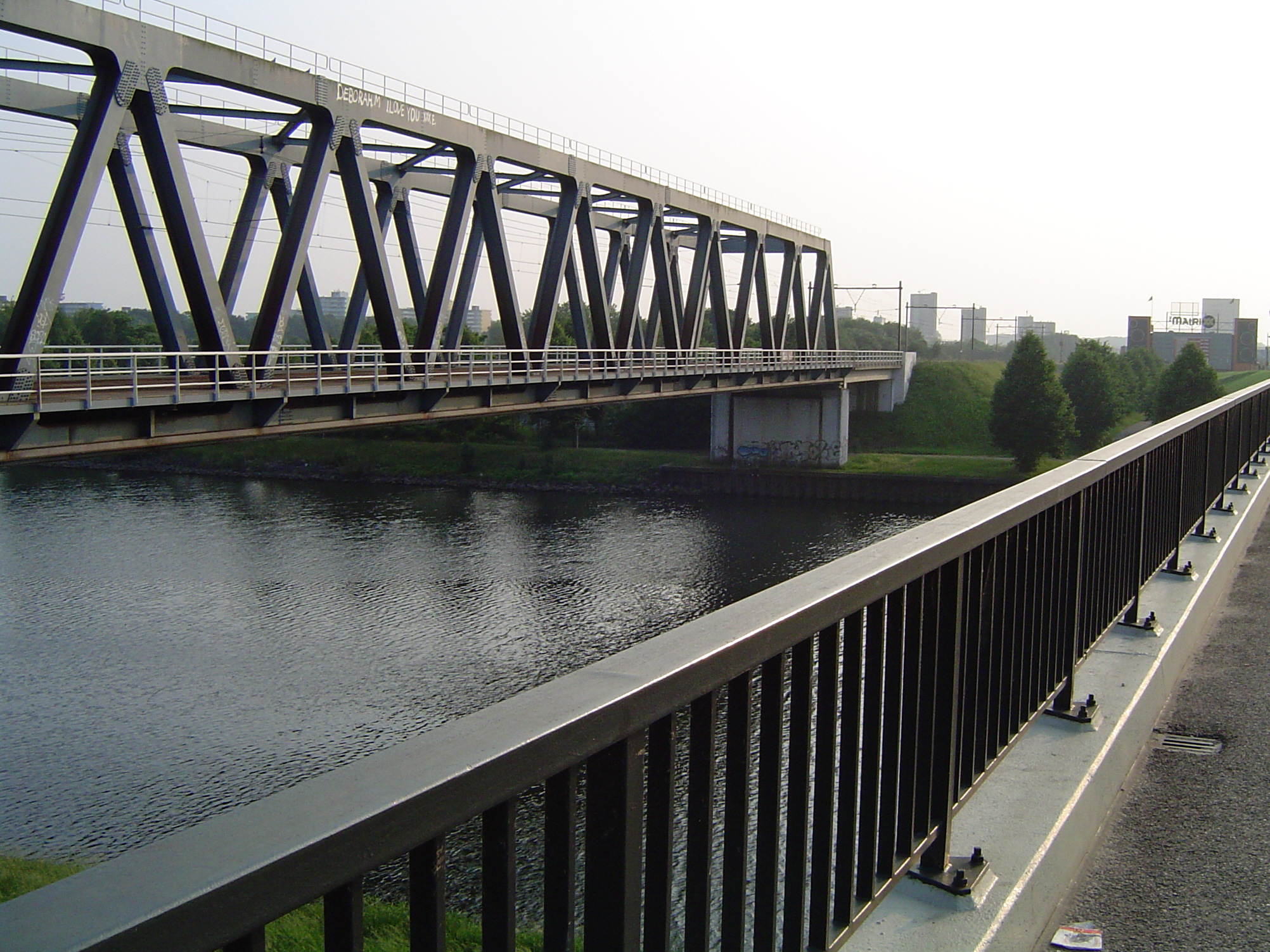
De Dukenburgse spoorbrug met rechts op de achtergrond The Matrixx vanaf de Graafsebrug

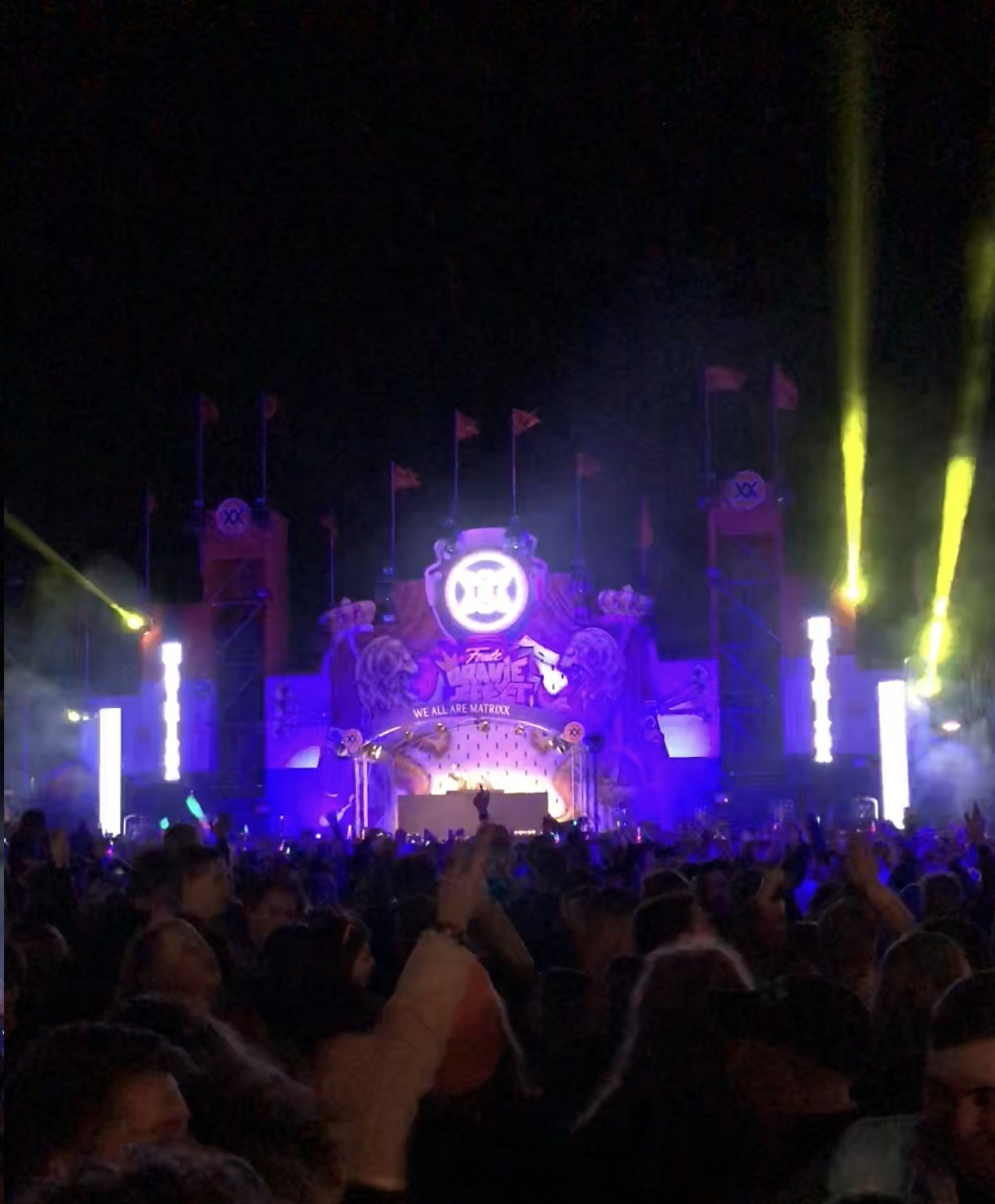
Het Foute Oranjefeest georganiseerd door Matrixx

In 1997 werd gestart met de bouw van een muziekhal voor livemuziek bij Woonboulevard Novium in het stadsdeel Dukenburg vlak bij het Maas-Waalkanaal in het kader van het project Brabantse Poort. De bouw lag in 1998 zes maanden stil wegens een bezwaar van een omwonende. Aan de zijgevel aan de kant van het Maas-Waalkanaal waren als gevelversiering twee karakteristieke luidsprekers aangebracht. In juni 1999 werd het pand opgeleverd en in september opende Night Live. Doordat er slechts 400 bezoekers getrokken werden waar op meer dan 2000 gerekend werd, beëindigde Night Live Nijmegen na twee maanden de activiteiten en ging failliet.
In december 2001 opende op deze locatie discotheek The Matrixx door Twan Krebbers en David Brons. Bij de dubbele opening draaiden G-Spott, Jochen Miller (resident) en Klubbheads op 7 december en Armin van Buuren, Ferry Corsten en Ronald van Gelderen op 8 december. Regelmatig werden er sindsdien grote namen geprogrammeerd en de discotheek liep goed. Op 3 november 2002 werden voor de ingang aan de Wijchenseweg twee portiers neergeschoten door een klant die eerder die avond de toegang ontzegd was. Een van de portiers kwam hierbij om het leven.
In 2005, 2006 en 2010 werd The Matrixx door Horeca Nederland uitgeroepen tot populairste club van Nederland en won daarmee de Nightlife Award. Van 2005 tot 2010 en van 2012 tot 2014 sponsorde The Matrixx de Nijmeegse profbasketbalclub Magixx. In oktober 2011 probeerde een eerder geweigerde Brit de ingang te rammen met een bestelwagen.
Bekende concepten waren onder meer Pure Pressure en XXlerator. Eind 2014 sloot The Matrixx en gaat de organisatie zich alleen richten op het organiseren van feesten en evenementen in binnen- en buitenland. Op 27 december werd de discotheek gesloten. 
In het pand opent op 14 maart 2015 een nieuwe club: Monte Carlo. Na meerdere geweldsincidenten werd de club op last van de gemeente in mei 2016 voor een half jaar gesloten. Op 13 juni 2016 verwoestte een brand het binnengedeelte van het gebouw. De uitbater van Club Monte Carlo ging hierna failliet en, na een periode van leegstand, werd begin 2018 besloten tot sloop voor nieuwbouw van de naastgelegen McDonald's. In juni 2018 werd het pand gesloopt.

## Vierdaagsefeesten
Vanaf 2002 is The Matrixx ook actief bij de Vierdaagsefeesten in de stadscentrum. Onder de noemer Matrixx Under The Bridge werd tot en met 2005 onder de Waalbrug gedraaid. In 2005 was er eenmalig een tweede podium bij het labyrint op de Waalkade. Op vrijdag 23 juni 2005 braken er op het einde van de laatste dag de vierdaagsefeesten rellen uit bij het podium onder de brug. Hierbij raakten veertien agenten gewond. Sinds 2006 huist The Matrixx tijdens de feesten in het Hunnerpark als Matrixx at the Park. Afterparty's werden in het begin in de discotheek zelf gehouden maar later ook in O'42. In 2014 heeft de Matrixx met het podium op de Waalkade voor het casino wederom een tweede locatie. Dit is een algemeen podium en niet gericht op dance.

## Matrixx Events
Vanuit de organisatie worden ook diverse festivals georganiseerd waarvan Emporium, dat tussen 2005 en 2025 bij de Berendonck bij Wijchen gehouden werd en zo'n 30.000 bezoekers trok, het bekendste was. Ook Dreamfields Festival, dat sinds 2011 op recreatiegebied Rhederlaag bij Lathum gehouden wordt en inmiddels 30.000 bezoekers trekt, wordt door Matrixx georganiseerd. Op de zondag na Dreamfields wordt sinds 2016 een popfestival georganiseerd op het Dreamfields terrein. In 2018 trok dit evenement 12.500 bezoekers. Andere evenementen zijn;
- Total Loss Festival – Groot feestfestival in samenwerking met Snollebollekes.
- Lingepop – Tweedaags paasfestival in Elst, eerste editie was in april 2025.
- Matrixx Oktoberfest – Traditioneel Oktoberfest met Nederlandstalige artiesten.
- Matrixx Oranjefeest – Koningsdagviering in Arnhem.
- Snollebollekes Live in Concert – Shows in het GelreDome

## Organisatie
Matrixx is opgericht door Twan Krebbers en David Brons. Het hoofdkantoor is gevestigd in Nijmegen. De organisatie telt circa 11–50 vaste medewerkers. Tijdens grootschalige festivals wordt het team aangevuld met honderden tijdelijke krachten. Matrixx werkt nauw samen met partners zoals Leisurelands voor de uitvoering van haar evenementen. Het logo van Matrixx Events bestaat uit twee overlappende zwarte "X"-en met een diamantvormige uitsparing, geplaatst op een felgroene cirkel met glans en zwarte omlijning. De dubbele "x" verwijst naar de oorsprong van de organisatie, discotheek The Matrixx. De “XX” wordt niet alleen visueel ingezet, maar ook taalkundig verwerkt in communicatie en evenementennamen als XXperience en XXclusive, waarmee de organisatie inspeelt op beleving en exclusiviteit. 